# Stefaniensaal

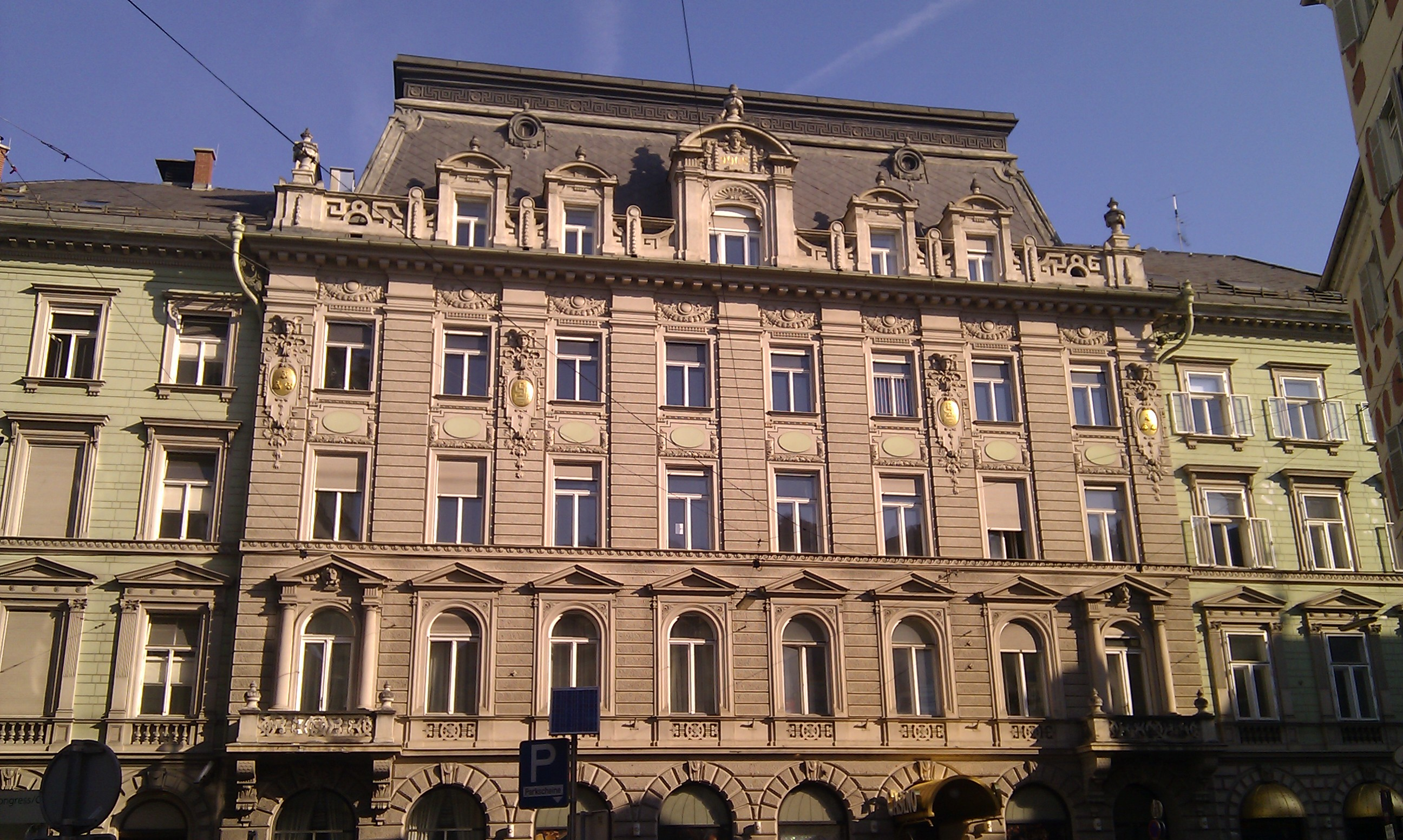
Der Stefaniensaal befindet sich im Grazer Kongresszentrum

Der Stefaniensaal (auch: Stephaniensaal) ist einer der traditionsreichsten Konzert- und Veranstaltungssäle in Graz.

## Geschichte und Nutzung
Der Saal wurde nach Plänen des Architekten Mathias Seidl in dem zwischen 1883 und 1885 errichteten Gebäude der Steiermärkischen Sparkasse unter Einbeziehung des damaligen Ressourcensaales gebaut. Der Saal, benannt nach Kronprinzessin Stephanie von Belgien, wurde am 4. November 1885 mit einem Fest-Concert eröffnet, bei dem unter anderem der Dirigent Karl Muck sowie die Hofopernsängerin Marie Wilt auftraten.
Zwischen 1905 und 1908 wurde der Saal unter Leitung des Architekten Leopold Theyer vergrößert und ein repräsentatives Stiegenhaus mit Glaskuppel errichtet. Die Ausstattung erfolgte durch den Wiener Bildhauer Johannes Benk und weitere bekannte Künstler.
Die in den Grazer Zeitungen lange vorangekündigte Wiedereröffnung (z. B. Grazer Tagblatt, 19. November 1908, Seite 12) fand am 28. November 1908 mit einem Festkonzert des Steiermärkischen Musikvereins in Graz unter Mitwirkung des Männer-Gesang- und Singvereins statt, bei dem Johann Sebastian Bachs Präludium, Fuge in C-Dur für Orgel (Organist: Alois Kofler), Camille Saint-Saëns‘ Variationen über ein Thema von Beethoven für zwei Klaviere opus 35 (mit Gräfin Johanna Hartenau und Max Pauer) und Robert Schumanns Klavierkonzert in A-moll opus 54 (Solist: Max Pauer) auf dem Programm standen, und Ludwig van Beethovens Neunte Symphonie mit Schlusschor über Schillers Ode „An die Freude“ (mit Jenny Korb / Sopran, Else Bengell / Alt, Karl Koß / Tenor und Theo Werner / Bariton) den krönenden Abschluss bildete. 
Der Saal ist heute Teil des Grazer Kongresszentrums (Congress Graz), das mit 19 Veranstaltungsräumen mit einer Gesamtfläche von 2900 m² und einem Fassungsvermögen von bis zu 2400 Personen und seiner zentralen Lage nächst dem Grazer Hauptplatz einer der wichtigen Veranstaltungsorte der steirischen Landeshauptstadt ist. In der Konzertbestuhlung bietet der Stefaniensaal etwa 1050 Personen Platz.
Auf Grund seiner prachtvollen Ausstattung und hervorragenden Akustik ist der Saal einer der ständigen Aufführungsorte der Styriarte und des Musikvereins für Steiermark.

## Zahlen
Grundfläche 38 m × 16 m, 11,5 m hoch, Kapazität 1050 bei Reihenbestuhlung.

## Orgel
Die erste Orgel des Grazer Stefaniensaales geht auf den Orgelbaumeister Walcker zurück, der bereits 1885 ein Orgelwerk installierte. Dieses Werk wurde von Anton Bruckner bei der österreichischen Erstaufführung seiner 7. Sinfonie im Stefaniensaal bespielt.
1908/09 wurde anlässlich der Vergrößerung des Saales ein neues Instrument, ebenfalls errichtet durch Walcker als op. 1433 errichtet. Diese Konzertorgel besaß 52 Register verteilt auf drei Manuale und Pedal. Der Prospekt jener Orgel ist bis heute erhalten.
Nachdem die Orgel jahrzehntelang unspielbar war, entschloss man sich 2002 für einen erneuten Neubau. Den Auftrag dafür bekam die Orgelbaumanufaktur Klais aus Bonn. Das Instrument besitzt heute 51 klingende Register, zuzüglich einer Transmission, verteilt auf drei Manuale und Pedal, und ist nicht nur eine der größten Orgeln der Steiermark, sondern auch die größte Konzertsaalorgel Österreichs südlich von Wien. Das Instrument besitzt einen Spielschrank im Orgelgehäuse mit mechanischer Spieltraktur, sowie einen elektrischen Spieltisch, der frei beweglich auf der Konzertbühne positioniert werden kann. Die Registertraktur ist elektrisch; das Instrument verfügt über eine Setzeranlage.
Disposition:
| I Hauptwerk C–a3 |                |            |
| 1.               | Praestant      | 16′        |
| 2.               | Principal      | 8′         |
| 3.               | Hohlflöte      | 8′         |
| 4.               | Viola          | 8′         |
| 5.               | Gemshorn       | 8′         |
| 6.               | Octave         | 4′         |
| 7.               | Flöte          | 4′         |
| 8.               | Quinte         | 2 ⁄3′      |
| 9.               | Superoctave    | 2′         |
| 10.              | Cornett III-IV | 8′ (ab c1) |
| 11.              | Mixtur V       | 2′         |
| 12.              | Trompete       | 8′         |
| 13.              | Fanfare        | 8’         |

| II Positiv C–a3 |                |       |
| 14.             | Rohrgedackt    | 16′   |
| 15.             | Principal      | 8′    |
| 16.             | Gedackt        | 8′    |
| 17.             | Salicional     | 8′    |
| 18.             | Flûte douce    | 8′    |
| 20.             | Principal      | 4′    |
| 21.             | Rohrflöte      | 4′    |
| 22.             | Sesquialter II | 2 ⁄3′ |
| 23.             | Octave         | 2′    |
| 24.             | Quinte         | 1 ⁄3′ |
| 25.             | Mixtur IV      | 1 ⁄3′ |
| 26.             | Horn           | 8′    |
|                 | Tremulant      |       |

| III Schwellwerk C–a3 |                      |            |
| 27.                  | Salicional           | 16′        |
| 28.                  | Geigenprincipal      | 8′         |
| 29.                  | Flûte harmonique     | 8′         |
| 30.                  | Bordun               | 8′         |
| 31.                  | Gambe                | 8′         |
| 32.                  | Vox coelestis        | 8′ (ab c0) |
| 33.                  | Praestant            | 4′         |
| 34.                  | Flûte octaviante     | 4′         |
| 35.                  | Salicet              | 4′         |
| 36.                  | Nasard               | 2 ⁄3′      |
| 37.                  | Nachthorn            | 2′         |
| 38.                  | Terz                 | 1 3⁄5′     |
| 39.                  | Mixtur II-V          | 1 ⁄3′      |
| 40.                  | Trompette harmonique | 8′         |
| 41.                  | Hautbois             | 8′         |
|                      | Tremulant            |            |

| Pedal C–f1 |               |                |
| 42.        | Untersatz     | 32′            |
| 43.        | Principalbass | 16′            |
| 44.        | Subbass       | 16′            |
| 45.        | Salicetbass   | 16′ (Tr. III.) |
| 46.        | Quintbass     | 10 2⁄3′        |
| 47.        | Octavbass     | 8′             |
| 48.        | Cello         | 8′             |
| 49.        | Gedeckt       | 8′             |
| 50.        | Octave        | 4′             |
| 51.        | Posaune       | 16′            |
| 52.        | Trompete      | 8′             |

- Koppeln: II-I, III-I, III-II, Sub III, Sub III-I, Super III-I, Super III, I-P, II-P, III-P